# Rudnik (Burgas)
Rudnik (bulgarisch Рудник, wörtlich Bergwerk) ist ein Dorf in der Gemeinde Burgas in der Oblast Burgas im Südosten Bulgariens.
Rudnik liegt im östlichen Teil der oberthrakischen Tiefebene an den Südhängen des Balkangebirges, rund acht Kilometer nordwestlich vom Gemeindezentrum Burgas in der Nähe des Atanasow-Sees. Der Verkehrsbetrieb der Stadt Burgas, Burgasbus, unterhält regelmäßige Verbindungen nach Rudnik.